# Кале (Перистерона)
Кале или Перистеронската крепост (на гръцки: Καλές, Κάστρο Περιστερώνας) е средновековно отбранително съоръжение, разположено край село Перистерона (Угурли), Северна Гърция.

## Местоположение
Крепостта е разположена на югозападния бряг на Бешичкото езеро (Волви).

## Описание
Крепостта не е идентифицирана. Възможно е това да е крепостта Волвон (Βόλβον), спомената от Прокопий Кесарийски в „За постройките“, но общото мнение в науката е, че това име се отнася за крепостта в средата на езерото, която се вижна при спад на водите.
Конструкцията на стените на укреплението е с каменен градеж с варов разтвор и ограничено използване на фрагменти от керемиди в пролуките. Тя ясно показва строителство през Средновековието, без да има данни за по-точна датировка.
Под крепостта има голяма площ със заграждение, което, изглежда, е било укрепено селище, а точно до него има следи от павиран път. Възможно е през тази точка да е минавал Виа Егнация, покрай която е имало крепости и снабдителни станции.
Върхът на замъка е на надморска височина от 62 m, откъдето се открива гледка към по-широкия район на Бешичкото езеро. Запазени са останки от укреплението с периметър около 300 – 350 m. Градежът на стената е от полуобработени камъни със свързващ хоросан. В района има разпръсната керамика. Най-уязвимата страна на крепостта e южната. От тази страна е и най-добре запазената част от стената – участък с дължина 5 – 6 m, височина 3 m и дебелина 1,30 m. Южната страна е била и най-високата точка на крепостта. Там има и топографска колона на Гръцката армия. До нея има останки от стена с дебелина 1,5 m на ниска височина и каменни купчини, останки от голяма сграда – вероятно кула, която се е срутила. От западната страна стената се вижда по цялата си дължина. Някои участъци са запазени на височина от 1 – 1,5 m. От северната страна, която е доста полегата, стената не се вижда и е покрита с растителност. Склонът от тази страна достига до водите на езерото. Тук ъгъл на стена с дебелина 0,7 m се е откъснал и е паднал надолу към езерото. На брега на езерото има сгради, изградени с камъни и хоросан, които сякаш се продължават във водата. В североизточния ъгъл има част от стена, която вероятно е била врата на крепостта. Това е част с отвор 1,30 m и височина приблизително 1,20 m. От източната страна има запазени няколко участъка от стена на много ниска височина. Приблизително в средата на тази страна има изолирани развалини, които са запазени на височина 3 – 3,5 m, вероятно са останки от кула.
В непосредствена близост до крепостта, на югоизток, има голямо поле с периметър от около 900 m. В тази зона е оцеляла ниска стена от южната и западната страна. Тази стена също се състои от камъни със свързващ хоросан. Вероятно е оцеляла стена и от източната страна. До южната стена на селището, по съвременния черен път, има следи от павиран път. Следи от павиран път има и на друго място, по-точно на половин километър източно по същия черен път.